# San Felice del Benaco
San Felice del Benaco – miejscowość i gmina we Włoszech, w regionie Lombardia, w prowincji Brescia.
Według danych na rok 2004 gminę zamieszkiwały 2934 osoby, 112,8 os./km².